# 馬其頓的妮卡亞
妮卡亞（希臘語： Nίκαια；前四世紀初人物），是馬其頓安提帕特的女兒。
前323年，她的父親安提帕特把她送到亞洲，與帝國攝政佩爾狄卡斯聯姻，希望能締結友好關係。雖然佩爾狄卡斯接受訂婚，但不久他又猶豫是否跟王室公主克麗奧佩脫拉結婚。為了不因取消婚約使安提帕特難堪，佩爾狄卡斯仍與妮卡亞完了婚，但不久佩爾狄卡斯接受歐邁尼斯等人的建議，把妮卡亞給休了，另外與克麗奧佩脫拉訂婚。這舉動大大激怒安提帕特，安提帕特和克拉特魯斯決定與埃及的托勒密聯手對抗佩爾狄卡斯，就此展開第一次繼業者戰爭。
在這之後的一段時間不清楚妮卡亞發生甚麼事情，但可知她不知在何時嫁給了色雷斯總督利西馬科斯，尼西亞就是以她的名字命名地。

## 來源
1. ↑  弗提, Bibliotheca,  cod. 92 （页面存档备份，存于）; 西西里的狄奧多羅斯, Bibliotheca, xviii. 23

- 斯特拉波, Geography, xii. 4; Stephanus of Byzantium, Ethnica, s.v. "Nikaia"

- 威廉·史密斯，《希腊羅馬的神話和傳記辭典》, "Nicaea (1)", 波士頓, (1867)</ref>